# راز نیمح
راز نیمح (به زبان انگلیسی: The Secret of NIMH) نام پویانمایی محصول سال ۱۹۸۲ و به کارگردانی دان بلات می باشد. ادامه این پویانمایی در ۲۲ دسامبر سال ۱۹۹۸ و به نام راز نیمح2:نجات تیمی تولید شد.؛یا تیمی برای نجات؛

## داستان
موش بیوه‌ای به نام خانوم بریسبی برای نجات پسرش از بیماری، از گروهی از موش‌های صحرایی درخواست کمک می‌کند و در این میان بیش از آنچه انتظارش را داشت با آن‌ها ارتباط برقرار می‌کند و…

## بازسازی
در آوریل ۲۰۱۹،شرکت ای‌جی‌بی‌او اعلام کرد این انیمیشن قرار است توسط این شرکت به صورت لایواکشن بازسازی شود.این انیمیشن توسط جیمز مادیگان طراح جلوه های ویژه آثاری همچون مرد آهنی ۲ ومگ کارگردانی میشود.